# Takashi Kamoshida
Takashi Kamoshida (født 5. august 1985) er en japansk fodboldspiller, som spiller for den japanske fodboldklub Fukushima United FC.